# Fratelli Manakis
Yannis/Yannakis Manakis (arumeno: Ianachia Manachia; greco: Γιάννης/Γιαννάκης Μανάκιας, Giannis/Giannakis Manakias; macedone: Јанаки Манаки, Janaki Manaki) (Avdella, 1878 – Tessalonica, 1954) e  
Miltiadis/Milton Manakis (arumeno: Milton Manachia; greco: Μιλτιάδης Μανάκιας, Miltiadis Manakias; macedone: Милтон Манаки, Milton Manaki) (Avdella, 1882 – Bitola, 1964) furono due fotografi e registi greci, da molti considerati i Lumière dei Balcani.

## Biografia
Nati ad Avdella, ora in Grecia, ma all'epoca nel wilaya ottomano di Monastir (antico nome di Bitola), sono due pionieri del cinema balcanico. Vissero la loro vita prevalentemente nel nord della Grecia attuale (Avdela, Bitola, Salonicco).
Durante un viaggio a Londra, Iannaki acquistò una macchina da presa (Bioscope camera numero 300) con cui, una volta tornato in patria, realizzò insieme a Milton molti film documentari sugli eventi storici e sulla vita quotidiana di molte zone dei Balcani.